# Flexbourg
Flexbourg je občina v departmaju Bas-Rhin francoske regije Alzacija.
Leta 1990 je v občini živelo 373 oseb oz. 219 oseb/km².